# Darwin (jednostka)
Darwin – jednostka tempa ewolucji, odpowiadająca zmianie cechy morfologicznej o podstawę logarytmu naturalnego w ciągu miliona lat. Wprowadzona przez J.B.S. Haldane’a. Większość naturalnych zmian zachodzi w tempie rzędu kilkudziesięciu milidarwinów.

## Obliczanie
Obliczanie tempa zmian ewolucyjnych w darwinach dokonuje się z wykorzystaniem poniższego wzoru:
{\displaystyle r={\frac {{\rm {ln}}X_{2}-{\rm {ln}}X_{1}}{\Delta t}}}
gdzie {\displaystyle X_{1}} i {\displaystyle X_{2}} to początkowa i końcowa wielkość cechy,  {\displaystyle \Delta t} czas, w którym nastąpiła zmiana wielkości cechy, wyrażony w milionach lat.

## Zastosowanie
Miara rzadko używana, w związku z tym, że może być stosowana praktycznie tylko do rozmiarów całych organizmów lub ich części oraz ze względu na rozbieżności w tempie zmian, związane z datowaniem pojawu i zaniku analizowanych skamieniałości. Inną miarą tempa ewolucji jest haldan.